# Kergrist
Kergrist – miejscowość i gmina we Francji, w regionie Bretania, w departamencie Morbihan.
Według danych na rok 1990 gminę zamieszkiwało 666 osób, a gęstość zaludnienia wynosiła 22 osoby/km² (wśród 1269 gmin Bretanii Kergrist plasuje się na 738. miejscu pod względem liczby ludności, natomiast pod względem powierzchni na miejscu 271.).